# Rolleiflex

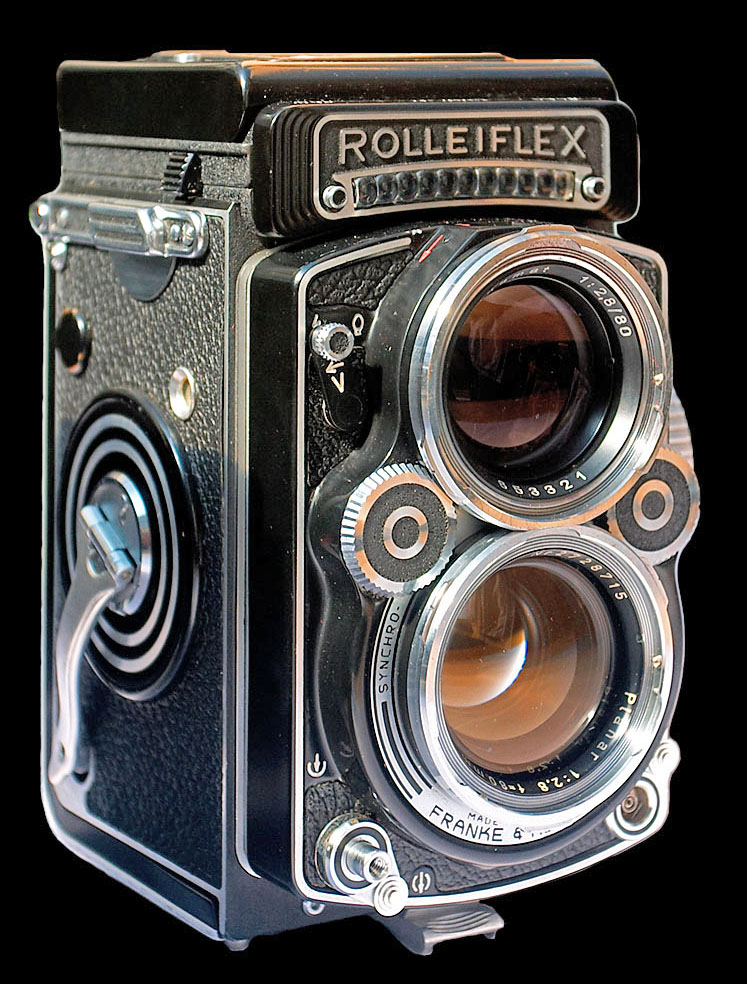
Rolleiflex 2.8F

A Rolleiflex a német Franke & Heidecke, később Rollei-Werk által gyártott, a Rollei cég által forgalmazott, általában kétaknás, tükörreflexes, középformátumú professzionális fényképezőgépek márkaneve.

## Történet
Reinhold Heidecke, egy műszaki szakember és Paul Franke üzletember 1920-ban Braunschweigben létrehozta a Franke és Heidecke Finommechanikai és Optikai Műveket, és másfél év múlva megjelentek első gépükkel, a Heidoscop nevű sztereó fényképezőgéppel, aminek három objektívje volt, egy a keresőé, a másik kettő volt a gép két szeme.
1928-ban mutatták be a Rolleiflex TLR (Twin Lens Reflex) nevű gépet, ami 6x6-os rollfilmet használt és Carl Zeiss Tessar objektívje volt. A gép bevezető ára 178 márka volt és gyorsan népszerű lett. 1935-re 180 ezer darabot adtak el, és az 1937-es párizsi világkiállításon Grand Prix-t kapott.
A Rolleiflex egészen a Hasselblad elterjedéséig a professzionális fotósok körében uralta a piacot.

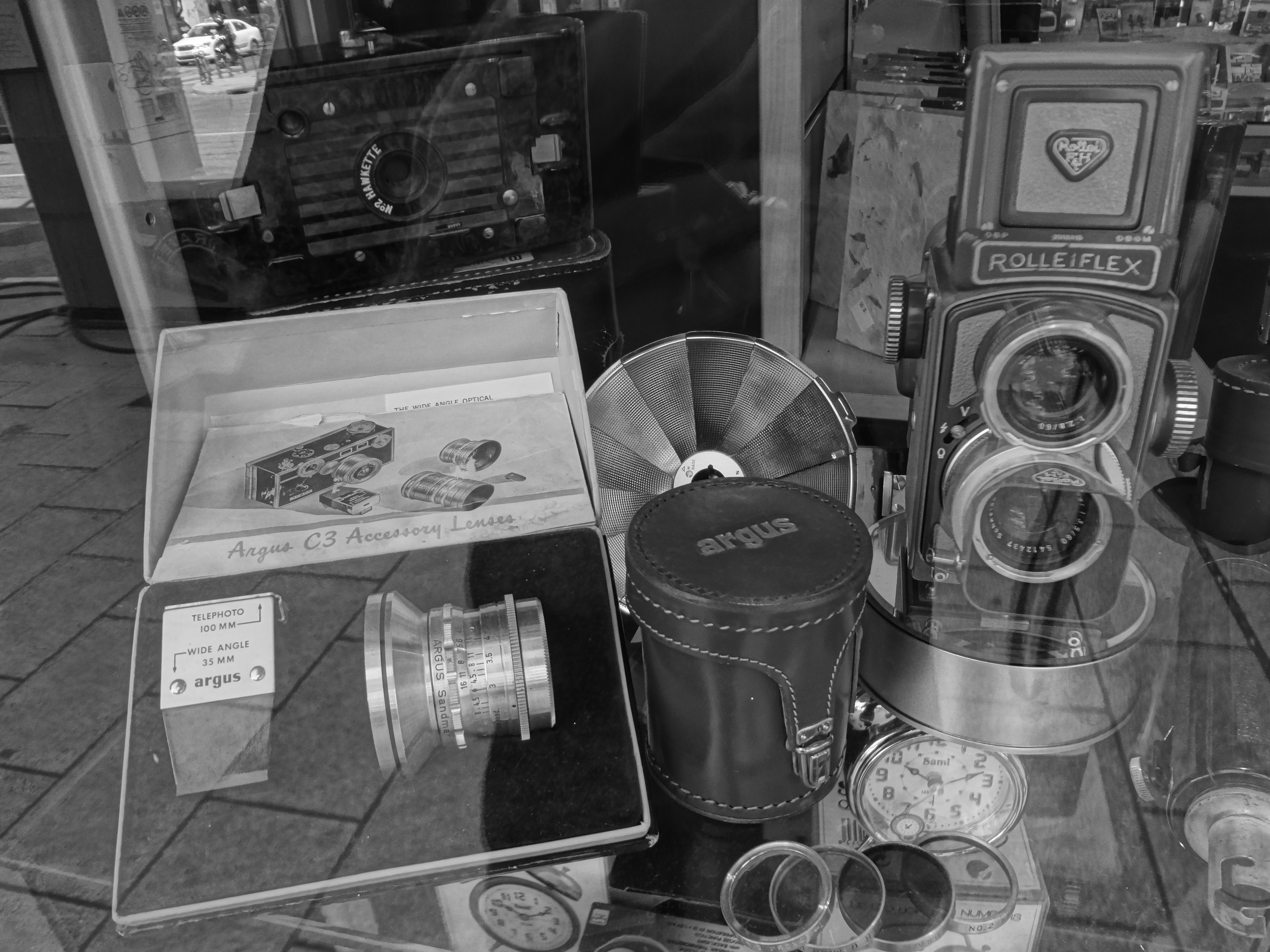
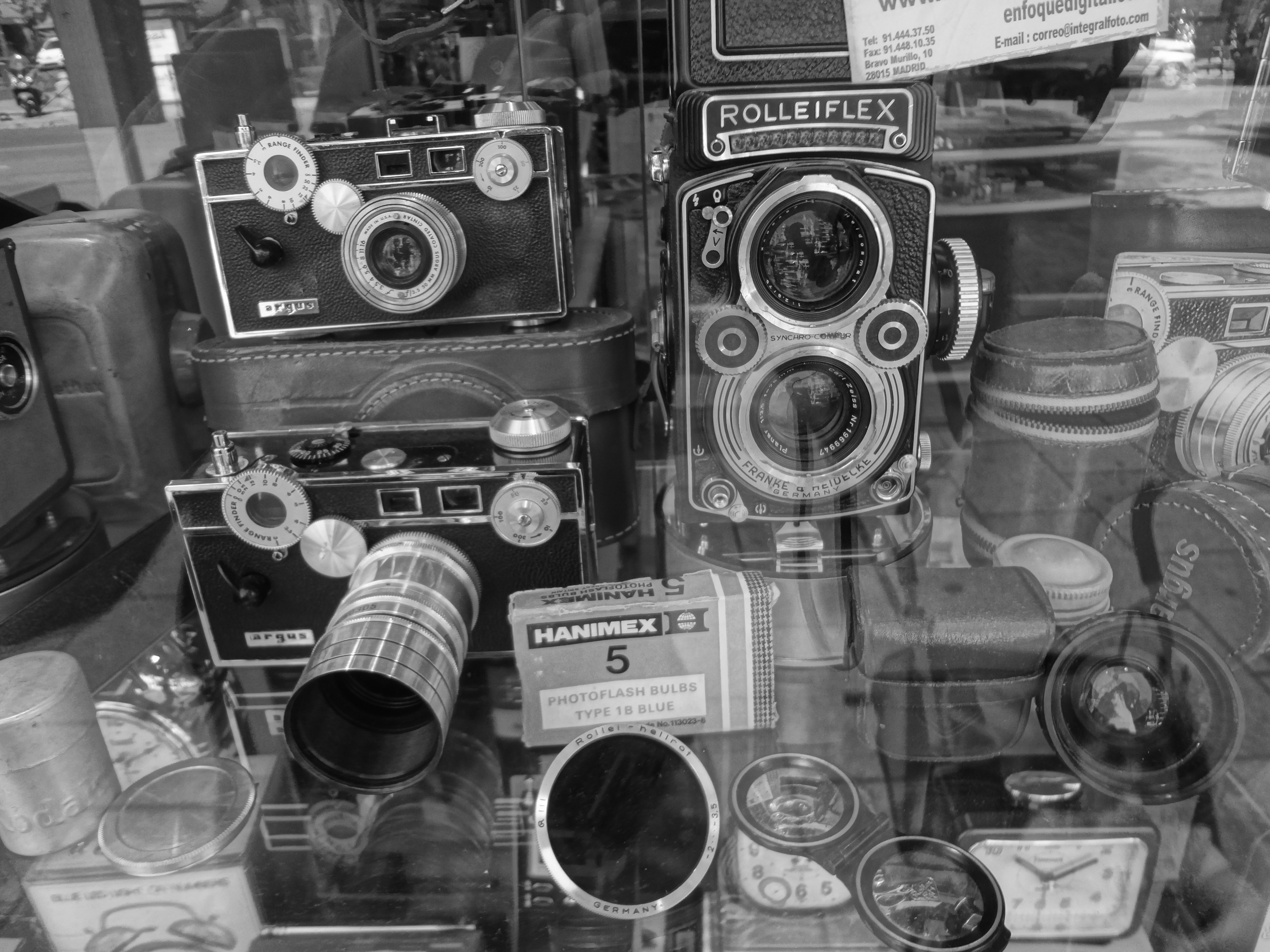

## Fényképezőgépek

### Tessar modellek
Rolleiflex kamerák—7.5 cm (f: 2.8, 3.5, 3.8)
- Original Rolleiflex: 1929–32
- Standard Rolleiflex: 1932–38
- New Standard Rolleiflex: 1938–41
- Rolleiflex Automat: 1937–39
- Rolleiflex Automat: 1939–49
- Rolleiflex Automat X: 1949–51
- Rolleiflex Automat A: 1951–54
- Rolleiflex Automat B: 1954–56
- Rolleiflex 4×4: 1931–38 Baby Rolleiflex (1930s) (6 cm f:3.5 or 2.8 Tessar lens)
- Rolleiflex 4×4: 1938–41 Sports Baby Rolleiflex (6 cm f:2.8 Tessar Only)
- Rolleiflex 2.8A: 1950–51
- Rolleiflex T: 1958–75

## Egyéb
Rolleiflex-utánzatokat a világban több helyen is gyártottak, ilyen volt például a szovjet Ljubityel és a csehszlovák Flexaret nevű fényképezőgép is.

## Külső hivatkozások
- Rollei
- Rolleiflex, Hongkong
- Fotósuli